# Epe
Epe – miasto w Nigerii, w stanie Lagos. Według danych szacunkowych na rok 2009 liczy 81 951 mieszkańców.